# Craugastor aphanus
Craugastor aphanus là một loài ếch trong họ Craugastoridae.
Nó là loài đặc hữu ở dãy núi Sierra del Mico ở Guatemala.
Môi trường sống tự nhiên của chúng là các khu rừng ẩm ướt đất thấp nhiệt đới hoặc cận nhiệt đới.
Nó bị đe dọa do mất môi trường sống.